# Деражненская сельская община
Деражненская сельская община (укр. Деражненська сільська громада) — территориальная община в Ровненском районе Ровненской области Украины.
Административный центр — село Деражное.
Население составляет 6577 человека. Площадь — 224,4 км².
В соответствии с распоряжением Кабинета Министров Украины от 12 июня 2020 года, в состав общины вошла территория Деражненского, Дюксинского и Постийненского сельских советов упразднённого Костопольского района.

## Населённые пункты
В состав общины входит 9 сёл:
- Деражное
- Дюксинский старостинский округ:
  - Дюксин
  - Жильжа
  - Соломка
  - Суск
- Постийненский старостинский округ:
  - Анновка
  - Бичаль
  - Перелисянка
  - Постийное